# Relations entre l'Autriche et la Suisse
Les relations entre l'Autriche et la Suisse remontent au Moyen Âge. L'Autriche a une ambassade à Berne, un consulat-général à Zurich et huit consulats honoraires (à Bâle, Coire, Genève, Lausanne, Lugano, Lucerne et Saint-Gall). La Suisse a une ambassade à Vienne et six consulats honoraires (à Bregenz, Graz, Innsbruck, Klagenfurt, Linz, et Salzbourg).
Les deux pays ont organisé ensemble le championnat d'Europe de football 2008 (Euro 2008).

## Relations politiques
La tradition veut que le président de l'Autriche effectue sa toute première visite présidentielle à l'étranger en Suisse, et inversement, que le président suisse se rende en Autriche pour sa première visite officielle à l'étranger.